# Stéphane Piera
Stéphane Piera est réalisateur et producteur de cinéma d'animation.

## Parcours
Stéphane Piera a occupé tous les postes que l'on peut trouver dans les métiers du cinéma d'animation. 
Il a été chef animateur, puis il a dirigé des équipes de lay-out, design ou storyboard sur plusieurs séries. Par la suite il s'est tourné vers la réalisation et l’écriture de scénarios.

## Réalisations
Stéphane Piera a réalisé deux séries, "L'Île de la tortue" et "La Dernière Réserve", diffusées en France sur TF1 et France 5. 
Depuis 2003, au sein de la société « Dark Prince »  dont il est associé, il consacre une partie de son temps à la recherche dans le domaine des technologies de l’animation (outils de production, animation temps réel). 
C'est au sein de cette société, qu'il a notamment travaillé sur la génération automatique d’animations en langue des signes. Grâce à Clara, un personnage virtuel animant un écran d’information à la Gare de Paris-Est, les annonces sonores sont traduites en langage des signes aux voyageurs sourds et malentendants. 
En 2007, il réalise avec Pascal Ruiz, une installation d’animation comportementale intégrée au spectacle de danse contemporaine flUXS.2 de la compagnie Jean Gaudin. 
En 2007, il produit le nouveau court métrage de Jérémy Clapin, Skhizein  qui a reçu lors du Festival de Cannes 2008, le Prix découverte Kodak du meilleur court métrage à La Semaine internationale de la critique. Skhizein est également nommé dans la catégorie Meilleur Court-Métrage de la 34e édition des César du cinéma 2009.
Stéphane Piera est aussi cofondateur et coprésident de l’AGrAF (Auteurs groupés de l’animation française)  , association regroupant les scénaristes, les graphistes et les réalisateurs d’animation.